# Hatsune Miku and Future Stars: Project Mirai
Hatsune Miku and Future Stars: Project Mirai est un jeu vidéo de rythme développé et édité par Sega, sorti en 2012 sur Nintendo 3DS. Il met en scène le vocaloid Hatsune Miku.
Une suite, Hatsune Miku: Project Mirai 2, est sortie en 2013. Une version améliorée, Hatsune Miku: Project Mirai DX est sortie en 2015 à l'international. Celle-ci intègre 48 morceaux.

## Système de jeu
Étant donné que ce jeu est un spin-off de la série Project DIVA, il y a de nombreuses différences entre ce jeu et la série originale. La plus importante d'entre elles est le style artistique du jeu : les personnages apparaissent sous la forme de Nendoroid, des versions "Super deformed" dans lesquelles les têtes des personnages sont trois fois plus grandes que la normale et ne sont pas proportionnelles au corps. Bien qu'il s'agisse toujours d'un jeu de rythme, les mécanismes de jeu sont totalement différents. En outre, le jeu ne propose pas le mode édition de la série Project DIVA, tandis que le mode "DIVA Room" est remplacé par le mode "My Room" du jeu, qui permet aux joueurs d'interagir avec leurs modules dans une pièce. Le jeu comprend un mode réalité augmentée, dans lequel les personnages apparaissent sur des cartes RA visualisées avec l'appareil photo de la Nintendo 3DS.
Pour le principal mode de jeu, le mode musique, le jeu utilise ce qu'il appelle le "Chance Circle System" (en français : "système de cercle de chance"). Des boutons apparaissent sur le pourtour d'un cercle et un pointeur apparaît au centre du cercle et s'étend jusqu'à l'extérieur du cercle. Il tourne ensuite dans le sens des aiguilles d'une montre ou dans le sens inverse en fonction de la chanson. Lorsque le pointeur passe devant le bouton, le joueur doit appuyer sur le bouton "visage" de la 3DS. Comme dans la série principale, la précision du temps du joueur sera également évaluée sur une échelle similaire qui sera affichée en bas de l'écran. Les vidéoclips des chansons du jeu sont en partie des animations des personnages comme dans les jeux précédents, mais certaines chansons incluent le vidéoclip original avec des effets 3D supplémentaires. Contrairement aux autres jeux, le fait de changer de personnage modifie aussi la voix de la chanson dans certains cas. Quelques chansons ont également des paroles modifiées lorsqu'elles sont chantées par un personnage différent.

## Développement
Le développement du jeu a commencé à la mi-2010 et n'a été officiellement annoncé qu'à partir de septembre 2011 sous le nom de "Hatsune Miku -Project Mirai-". En novembre 2011, Famitsu a dévoilé le nom définitif du jeu : "Hatsune Miku and Future Stars : Project Mirai". C'est la première fois qu'un jeu de la série change de nom de travail pour la version finale. Le jeu est sorti au Japon le 8 mars 2012 dans une édition limitée comprenant une figurine de Hatsune Miku, dans sa version Nendoroid.

## Accueil
- Famitsu : 33/40[2]
- Kotaku : « Le Citizen Kane des jeux de rythme mettant en scène une idol virtuelle sur Nintendo 3DS » (DX)[3]
- Nintendo Life : 9/10 (DX)[4]